# ゴリラの復讐
ゴリラの復讐（原題：Gorilla at Large）は、1954年のアメリカ合衆国のミステリー映画。3D映画として公開された。日本では劇場未公開だがテレビ放送されたことがある。出演はキャメロン・ミッチェル、アン・バンクロフトなど。

## あらすじ
サイラス・ミラーが率いる遊園地では、ゴリアテという名のゴリラの見世物が大変な人気を博していた。ジョーイが客を呼び込み、ラバーンはゴリラの真上で空中ブランコを行う。観客席は大賑わいであった。ある日、ミラーはジョーイをパフォーマーに昇格させて新たな試みを始める。それはジョーイにゴリラの着ぐるみを着せてゴリアテになりきってもらい、ブランコから落ちてくるラバーンを捕まえるというものだった。ジョーイは昇格に大喜び。恋人のオードリーに昇格の話を伝えに行くが、その日の夜、遊園地スタッフのモースがゴリラの檻のそばで死体となって発見されるのだった。

## キャスト
| 役名                   | 俳優                       | 日本語吹き替え | 日本語吹き替え | 日本語吹き替え |
| 役名                   | 俳優                       | テレビ版1      | テレビ版2      |                |
| ---------------------- | -------------------------- | -------------- | -------------- | -------------- |
| ジョーイ・マシューズ   | キャメロン・ミッチェル     | 愛川欽也       | 石丸博也       |                |
| ラバーン・ミラー       | アン・バンクロフト         | 公卿圭子       | 弥永和子       |                |
| ギャリソン警部         | リー・J・コッブ            | 天津敏         | 小林清志       |                |
| サイラス・ミラー       | レイモンド・バー           | 大宮悌二       | 玄田哲章       |                |
| オードリー・バクスター | シャーロット・オースティン |                |                |                |
| コバックス             | ピーター・ホイットニー     |                |                |                |
| ショネシー             | リー・マーヴィン           | 森山周一郎     | 大山高男       |                |
| ジョー                 | ウォーレン・スティーヴンス |                |                |                |
| モース                 | ジョン・ケロッグ           |                |                |                |
| オーウェンズ           | チャールズ・タネン         |                |                |                |
| スリム                 | ビリー・カーティス         |                |                |                |

- テレビ版2：初回放送1983年6月20日 テレビ東京『特別ワイドプレゼント セブンイレブンスペシャル ビュンビュンとび出す3Dテレビ』[注 1]